# Чеболь
Чебо́ль (кор. 재벌?, 財閥?, чэболь) — южнокорейская форма финансово-промышленных групп. Конгломерат, представляющий собой группу формально самостоятельных фирм, находящихся в собственности определённых семей и под единым административным и финансовым контролем. Чеболи возникли в Южной Корее в конце Корейской войны и существуют до сих пор.
На весь мир известно около тридцати чеболей, их основные экономические показатели оглашаются каждый год. Так, известно, что в 1998 году все вместе они составляли 46 % всех продаж в Южной Корее в промышленной отрасли. Таким образом, чеболи во многом определяют экономическое положение страны, они же и стали причиной бурного развития Южной Кореи после длительного застоя.
Японский аналог чеболя — дзайбацу. 

## Основные характеристики
Основные характерные черты чеболей — это то, что данными компаниями управляет основной держатель акций и его семья, а также то, что чеболь объединяет единой организационной структурой конгломераты предприятий различной отраслевой направленности. Ещё важно отметить, что в их подчинении находятся как розничные предприятия, так и транснациональные корпорации.
Чеболи имеют и ряд других характеристик. Например, они существуют при поддержке правительства страны, которое обеспечивает им защиту и ряд привилегий. Все высшие посты в компании занимают либо родственники директора, либо его близкие друзья, таким образом осуществляется жёсткий контроль над всем чеболем. Это обеспечивает им независимость и самодостаточность.

## Наиболее известные чеболи
- Samsung
- LG Group
- GS Group
- Hyundai Group
- Hyundai Motor Group
- SK Group
- Lotte
- CJ Group
- KT&G
- KG Group
- Hanwha Group

### Бывшие чеболи
- Daewoo